# マイク・フランツ
マイク・フランツ（Mike Frantz 、1986年10月14日 - ）は、西ドイツ・ザールブリュッケン出身の元プロサッカー選手。現役時代のポジションは、ミッドフィールダー。

## 経歴
2008年7月、1.FCニュルンベルクに加入。
2014年6月13日、SCフライブルクに移籍。